# 梅九亮
梅九亮（1997年9月12日—），本名梅迎飛，字“九亮”。

## 经历
梅九亮于2009年入科，2015年9月13日，随“九”字科第二批拜师成为“二九”成员，和搭檔李筱奎同為德云六队演員。
- 目前為德云六隊成員，和張九泰.秦霄賢三人稱為「三浪」。
- 2018年 2月18日 宣布暫離德云社，因心臟不好回家休養。
- 2020年 1月13日 正式回歸德云社，在德云社青年隊首演，和葛霄擎搭檔表演《寫對聯》。
- 2020年 9月22日 開始與搭檔李筱奎合作演出。

## 外部連結
- 梅九亮的新浪微博

| 从师   | 辈分   | 收徒 |
| 郭德綱 | 第九代 | —    |